# Niyogi
Niyogi är en indisk kast, tillhörande den högsta samhällsgruppen brahminer. De talar huvudsakligen telugu och härstammar Andhra Pradesh men har spritt sig över stora delar av Sydindien.